# شهرستان هوارد (ایندیانا)
شهرستان هوارد، ایندیانا (به انگلیسی: Howard County, Indiana) شهرستانی در ایالات متحده آمریکا است که در ایندیانا واقع شده‌است.